# اجاره (فیلم ۲۰۰۵)
اجاره (به انگلیسی: Rent) فیلمی محصول سال ۲۰۰۵ و به کارگردانی کریس کلمبوس است. در این فیلم بازیگرانی همچون رزاریو داوسون، تی دیگز، ویلسون جرمین اردیا، جسی ال مارتین، ایدینا منزل، آدام پاسکال، آنتونی رپ، تریسی توماس، دانیل لندن، کریس چاک، جنیفر سی‌بل نیوسام، انا دیویر اسمیت و رندی گراف ایفای نقش کرده‌اند.